# Муллуту-Лооде (заказник)
Зака́зник Му́ллуту-Ло́оде (ест. Mullutu-Loode hoiuala) — природоохоронна територія в Естонії у волості Ляене-Сааре повіту Сааремаа.
Загальна площа — 5220,6 га, у тому числі площа водойм — 1095,3 га.
Заказник утворений 18 травня 2007 року.

## Розташування
Населені пункти, що розташовуються поблизу заказника: Веннаті, Гірмусте, Кирккюла, Коґула, Лагекюла, Муллуту, Мяндьяла, Насва, Паріла, Паевере, Тиллі, Ульє.
На території заказника лежать озера: Вяґара, Ерґессоо, Каалупі, Муллуту, Паадла, Суурлагт.

## Опис
Метою створення заказника є збереження 12 типів оселищ різних видів флори та фауни (Директива 92/43/ЄЕС, Додаток I):
| Код   | Тип оселища | Площа, га |
| ----- | --- | --------- |
| 1150* | Узбережні лагуни | 1028,0    |
| 5130  | Формації з Juniperus communis серед пустищ або карбонатних трав'яних угруповань                                                               | 83,0      |
| 6210* | Напівприродні лучні степи, остепнені луки й чагарникові зарості на вапнякових субстратах (Festuco-Brometalia) (оселища, важливі для орхідних) | 4.6       |
| 6280* | Північні альвари та плоскі скелі з докембрійських вапняків                                                                                    | 233,0     |
| 6410  | Луки з Molinia на вапнякових, торф'яних або глинисто-мулових ґрунтах (Molinion caeruleae)                                                     | 14.7      |
| 6430  | Гідрофільні прибережні зарості високотравних угруповань рівнин і від монтанного до альпійського висотних поясів                               | 139,0     |
| 6530* | Феноскандійські лісові луки | 326,0     |
| 7210* | Карбонатні низинні болота з видами Cladium mariscus та Caricion davallianae                                                                   | 39,0      |
| 7230  | Лужні низинні болота | 791,0     |
| 9010* | Західна тайга | 286,0     |
| 9020* | Феноскандійські гемібореальні природні старовікові широколистяні листопадні ліси, багаті на епіфіти                                           | 10.9      |
| 9080* | Феноскандійські листопадні заболочені ліси | 180,0     |

До видів птахів, у тому числі мігруючих, місця проживання яких охороняються в заказнику (Директива 79/409/ЄЕС), належать: пірникоза велика (Podiceps cristatus), пірникоза сірощока (Podiceps grisegena), пірникоза червоношия (Podiceps auritus), бугай (Botaurus stellaris), лебідь-шипун (Cygnus olor), лебідь малий (Cygnus columbianus bewickii), гуменник (Anser fabalis), гуска сіра (Anser anser), свищ (Anas penelope), нерозень (Anas strepera), чирянка мала (Anas crecca), крижень (Anas platyrhynchos), шилохвіст (Anas acuta), чирянка велика (Anas querquedula), широконіска (Anas clypeata), попелюх (Aythya ferina), чернь чубата (Aythya fuligula), гоголь (Bucephala clangula), крех малий (Mergus albellus), крех середній (Mergus serrator), крех великий (Mergus merganser), лунь очеретяний (Circus aeruginosus), тетерук (Tetrao tetrix), пастушок (Rallus aquaticus), погонич звичайний (Porzana porzana), деркач (Crex crex), лиска (Fulica atra), журавель сірий (Grus grus), чайка (Vanellus vanellus), грицик великий (Limosa limosa), кульон великий (Numenius arquata), коловодник болотяний (Tringa glareola), мартин малий (Larus minutus), мартин звичайний (Larus ridibundus), крячок річковий (Sterna hirundo), крячок полярний (Sterna paradisaea), крячок чорний (Chlidonias niger), жовна чорна (Dryocopus martius), дятел малий строкатий (Dendrocopos minor), плиска жовта (Motacilla flava), очеретянка велика (Acrocephalus arundinaceus), кропив'янка рябогруда (Sylvia nisoria), сорокопуд терновий (Lanius collurio).
Заказник є складовою частиною природної області Муллуту-Лооде (Mullutu-Loode loodusala) та орнітологічної території Муллуту-Лооде (Mullutu-Loode linnuala), що включені до Європейської екологічної мережі Natura 2000.